# Paleografía

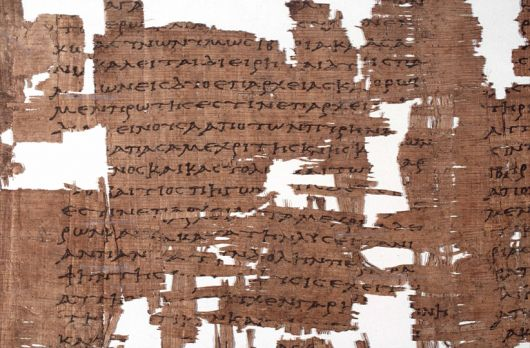
Imagen de una página del Papiro de Artemidoro.

La paleografía (del griego παλαιός : palaiós, ‘antiguo, viejo’ y γράφειν: graphein, ‘el escrito’ o γράφεια: graphía, ‘escritura’) es el estudio de las escrituras antiguas; es la ciencia que se encarga de descifrar las escrituras antiguas y estudiar su evolución, así como datar, localizar y clasificar los diferentes testimonios gráficos objeto de estudio.

## Objeto

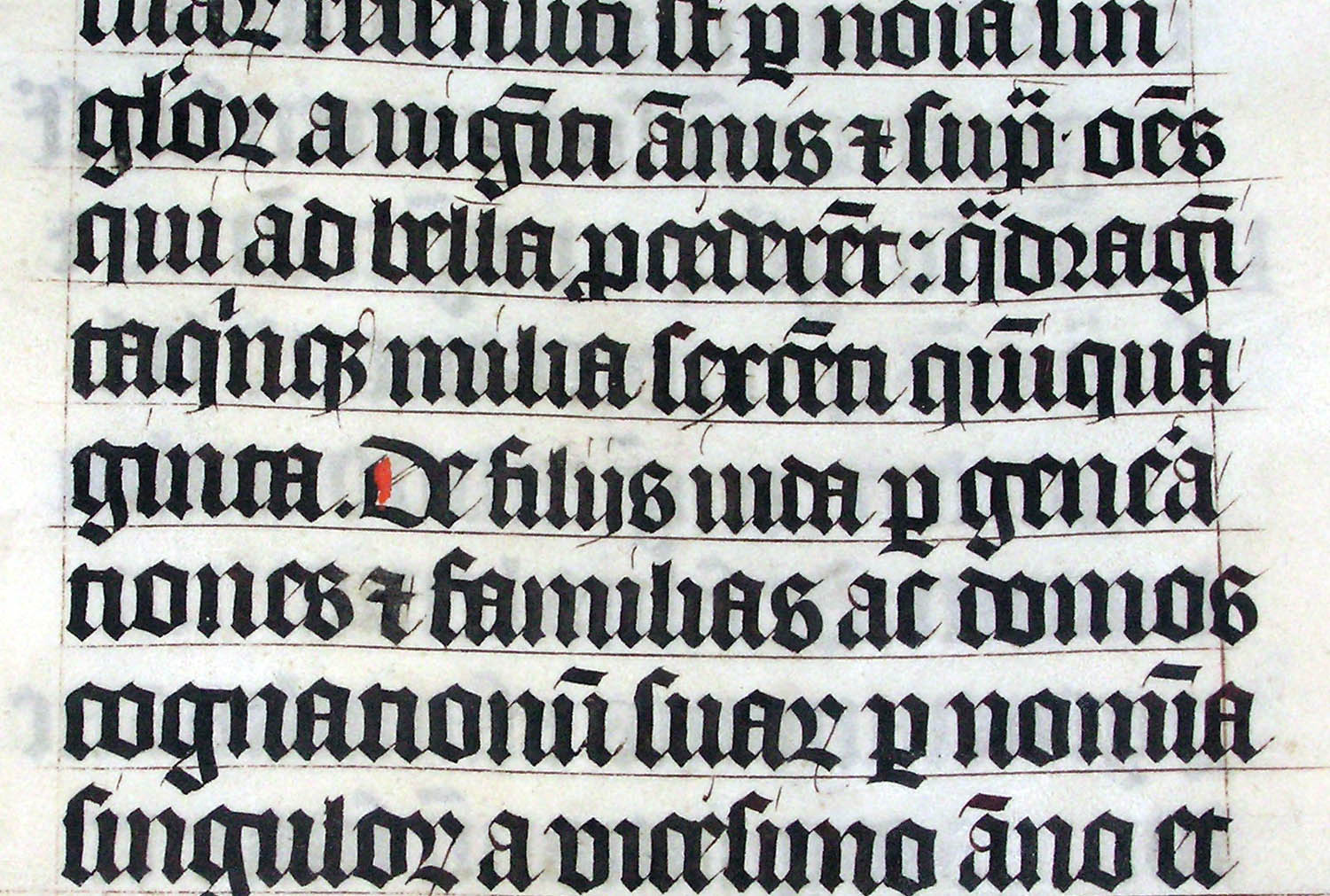
Extracto de una Biblia belga en latín del.

La paleografía por extensión estudia toda forma de escritura en cualquier lengua y en cualquier material escrito, desde el tiempo en que el hombre comenzó a fijar por medio de signos su propio pensamiento. Sin embargo, el término «paleografía» se usa especialmente respecto al estudio de la escritura alfabética y su evolución.

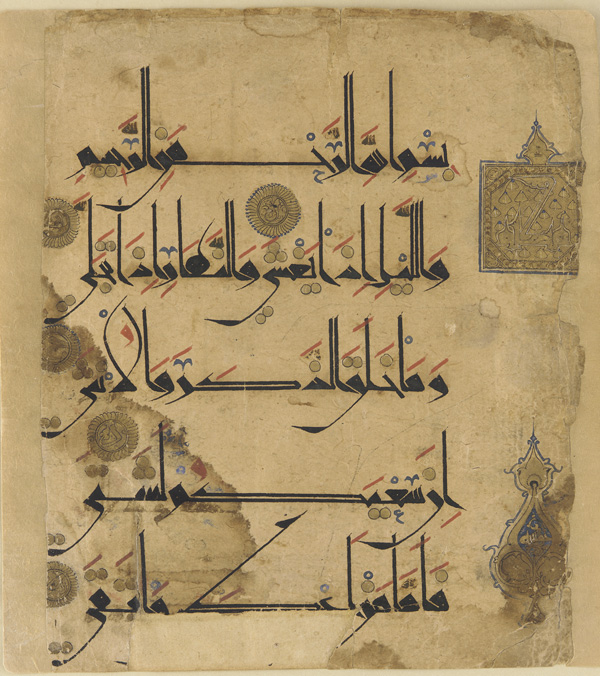
Extracto de un Corán sirio del siglo XI

Es objeto de la paleografía el examen crítico y sistemático de los elementos gráficos de la escritura, forma alfabética, signos accesorios, abreviaciones, notas musicales, reconocimiento de mano, correcciones del copista o de los editores.

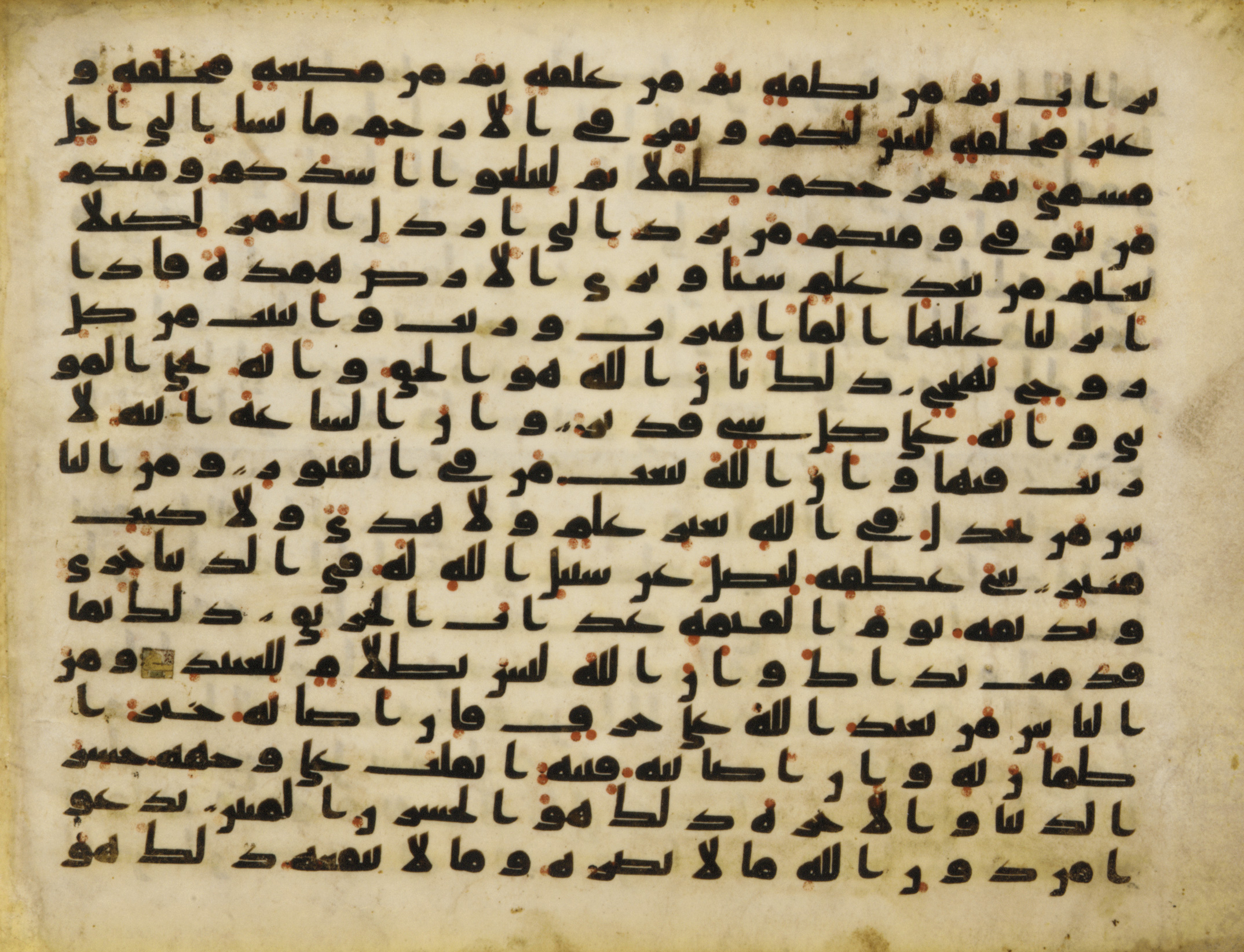
Extracto de un Corán egipcio del -.

El modo de estudio de la paleografía puede variar dependiendo de la lengua en la que se originó ya que cada lengua desarrolló una escritura alfabética y reglas gramaticales que la rigen particularmente. El lugar de origen del documento también puede afectar el modo en el que se estudien los elementos gráficos que lo componen puesto que la lengua tiende a variar dentro de un mismo país o región, especialmente en los documentos más antiguos.

## Relación con otras ciencias
La exigencia de profundizar el estudio de los manuscritos, bajo cada aspecto que pueda ser útil a la hora de conocer su valor como testimonios culturales e históricos, ha llevado a considerar con mayor atención los caracteres externos, como la cualidad de la materia escrita, la formación de fascículos, el formato, la rigatura, la misma escritura, etc., desarrollando en el proceso una gama de ciencias o técnicas relacionadas entre sí y que se prestan obligatoria ayuda para la elaboración del propio objeto.
La primera de ellas es la codicología, a la cual, la paleografía aporta sus más valiosas luces en orden de la crítica histórica, en especial cuando se refiere a la datación y origen de manuscritos como producto de un ambiente cultural, con respecto a los textos manejados por el autor. No se puede olvidar que para este estudio crítico de la paleografía con la codicología, se incluyen abreviaturas, los errores de copias, notas marginales y miniaturas. Este conjunto de elementos son de suma importancia para que estas disciplinas puedan determinar con exactitud el origen y el sentido de un escrito antiguo.
La paleografía acompaña a la diplomática en el auxilio de la crítica histórica, necesaria para el estudio de los documentos acusados de falsos. Se puede decir que ambas disciplinas nacieron en el mismo contexto. Junto a esta se encuentran también otras ciencias relacionadas con la paleografía, como la epigrafía, la bibliología y la numismática, las cuales no se limitan al estudio de los caracteres gráficos de sus objetos materiales sino que examinan la autenticidad, el estilo, el formulismo y otras particularidades de los documentos sobre los que versan.
Otras ciencias como la heráldica, la sigilografía y la lingüística también auxilian a la paleografía, permitiendo identificar el contexto donde se produjo el documento y la utilidad que haya tenido.

## Desarrollo histórico

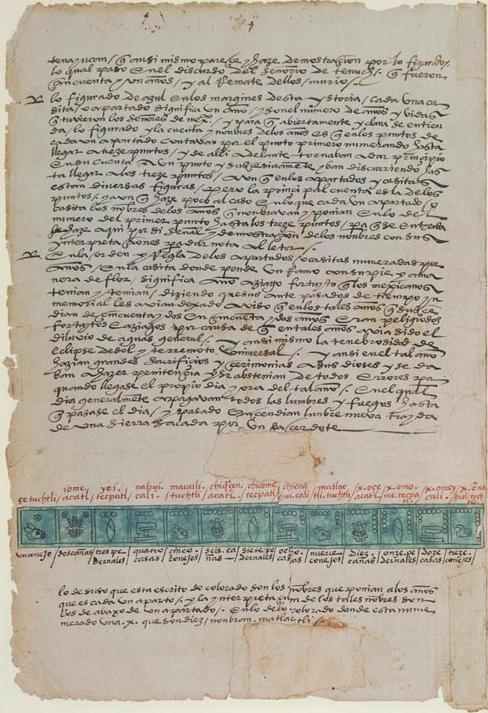
Página del Códice Mendoza, que recoge escritos aztecas.

Las escrituras antiguas comenzaron a ser objeto de estudio a partir del siglo XVII, especialmente en el ambiente de disputa sobre la autenticidad de los documentos, que precisó de una mayor clasificación sistemática. Aunque si el trato científico comenzó en ese siglo, no se puede descartar que la interpretación y la descifración de las escrituras antiguas han sido de gran interés para los estudiosos de todos los tiempos.

### Edad Antigua
Los historiadores grecorromanos fueron los primeros en utilizar los escritos antiguos como referencias en sus relatos, entre ellos se encuentran Tucídides, Tito Livio, Polibio y Flavio Josefo, que tienen en cuenta documentos, contratos y edictos imperiales para este cometido. Del siglo i data una obra sobre los problemas paleográficos, de Valerio Probo y su especialidad fue la recopilación de abreviaturas. Este interés por las abreviaturas continuó siendo objeto de estudio en la Edad Media. Sin embargo no se puede hablar propiamente de un estudio sistemático de los documentos antiguos, sino más bien del uso o práctica de lectura de los mismos.

### Edad Media
En la Edad Media también se encuentran las primeras clasificaciones de las distintas escrituras, sin ningún valor científico, solo estético. Los escritores medievales utilizaron mucho una obra llamada El Maior de Donato (siglo ix) y una nueva redacción de la misma la encontramos en el siglo xiii.
Tanto la paleografía como la diplomática recibieron grandes aportaciones en el periodo medieval, por las organizaciones cancillerescas, por la persecución y creación de preceptos legales contra la falsificación, el uso de los diplomas para la confección de obras históricas y el estudio de los documentos en su aspecto jurídico.

### Edad Moderna
En la Edad Moderna, con el humanismo, por caracterizarse el erudito como escrutador y crítico, se espera que aumente o se oficialice el carácter científico de estas dos disciplinas, pero surgen demasiadas polémicas entre los eruditos de la época en su desesperada búsqueda de manuscritos y su interpretación. En medio de esta polémica surge la primera condición para el carácter científico que se les dará después a estas disciplinas. Se considera a Petrarca como precursor científico de la paleografía por sus conocimientos sobre códices y documentos.
Con la creación de la imprenta se logró un gran avance en la diplomática y la paleografía, ampliando sus áreas de conocimiento; luego con el surgimiento de un afán historicista, en esta época, incluso con la polémica histórica-religiosa con respecto a la reforma protestante aumentaron las investigaciones y la crítica sobre las fuentes paleográfica-diplomática.
Delia Pezzat indica que "La etapa decisiva para el desarrollo de ambas ciencias surge durante los siglos XVI, XVII y XVIII debido a dos largas discusiones que se conocen con el nombre de Guerras Diplomáticas y Movimiento Bolandista." La primera trata sobre el tema de la autenticidad, uso y lectura e interpretación de documentos que refieren derechos y títulos nobiliarios, apegado a sus inicios durante la Edad Media; la segunda fue una continuación de las Guerras Diplomáticas, tomando un carácter científico encabezado por los benedictinos quienes tomaron gran interés en la extracción de datos históricos y generales del estudio de los documentos, planteando las bases para que la paleografía se formara como ciencia.
Aunque la paleografía se desarrolló ampliamente por toda Europa por diversos académicos, hubo tres principales figuras dentro del desarrollo de la paleografía como ciencia: 

#### Jean Mabillon

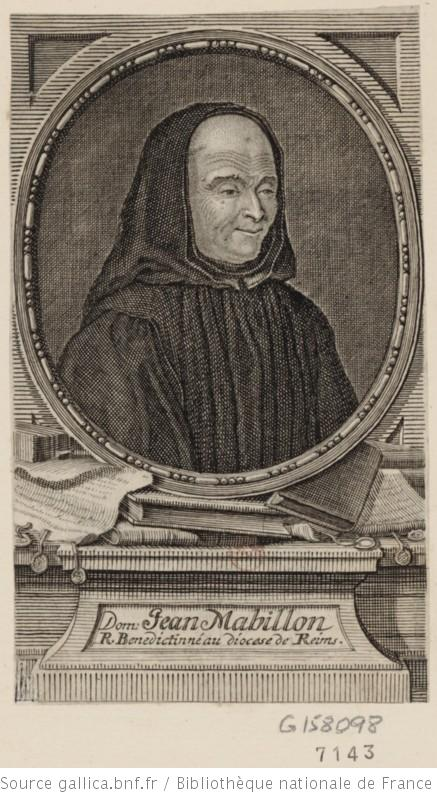
Jean Mabillon se considera el primer escritor de un tratado de paleografía, aunque en sí, el nombre de la disciplina se debe a Bernard de Montfaucon.

La paleografía y la diplomática nacen como ciencia en Francia, fruto de los estudios científicos que a fines del siglo xvii conforman la cultura europea. Fueron los monjes benedictinos de San Mauro quienes hicieron de la abadía de Saint-Germain des Près un centro de gran erudición. En él, Jean Mabillon dedicó seis años de profundo estudio en los archivos monacales de Francia, Italia y Alemania. El problema surge cuando se declaran falsos documentos conservados en los monasterios franceses y entre ellos, diplomas merovingios del de Saint-Denis. Por investigar si hay o no falsedad en estos documentos, Mabillon comienza con la observación de un gran número de documentos, cuya autoridad crítica analiza la estructura libraria e introduce la distinción sistemática de los diversos estilos escriturísticos y el tiempo en que fueron utilizados. Distingue entonces dos clases de escritura, una libraria, en códices, y otra diplomática, en documentos. La libraria la divide en: romana, antigua, gótica, salónica, francogálica y lombarda y en la romana distingue mayúscula, minúscula y uncial. Pone énfasis en sus puntos de vista sobre abreviatura, ortografía y signo de puntuación.
Todo esto es compilado dentro de su obra De re Diplomatica libri VI terminada en 1681, que pone fin a las discusiones y hace surgir a la paleografía y la diplomática como ciencias nuevas.
La obra de Mabillon es eminentemente diplomática como lo podemos observar en los datos mencionados, sobre todo en la intención del autor (comprobar la autenticidad de un documento). Sin embargo encontramos grandes aportes paleográficos en algunos capítulos de la obra de modo que puedan ser considerados como el primer tratado de paleografía.

#### Bernardo de Montfaucon
Otro benedictino, Bernard de Montfaucon, fue el primero que dio a la disciplina que se encarga de estudiar la escritura el nombre de paleografía, en una obra publicada en 1708, Paleographia graeca sirve di ortu et progressu litterarum. Perfecciona la obra de Mabillon y establece los manuscritos característicos, la fecha de los mismos y clasifica la escritura desde el punto de vista histórico.

#### Francesco Scipione Maffei

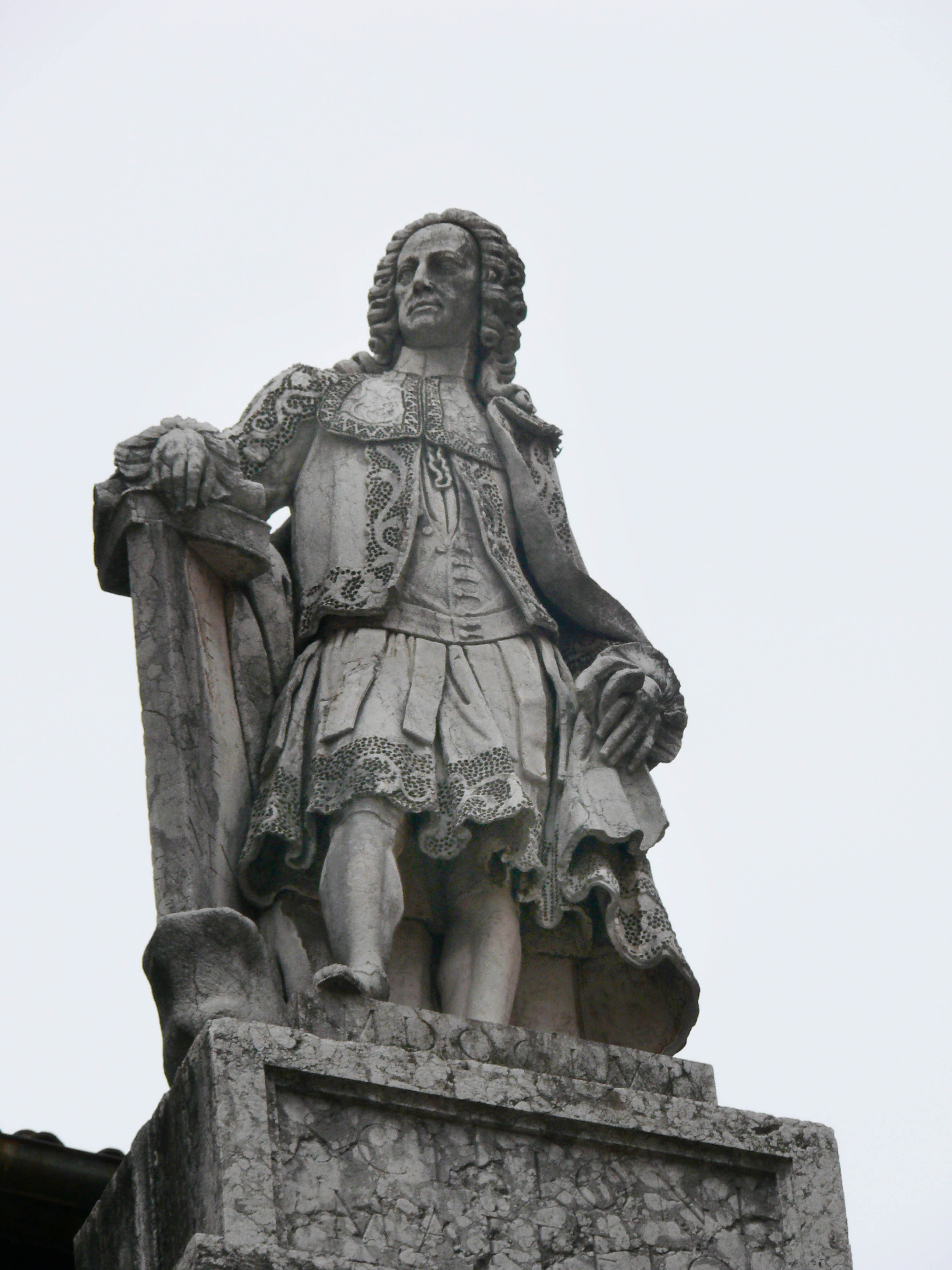
Estatua de Maffei en Verona.

Un paso decisivo fuera de Francia lo dio Scipione Maffei, estudioso italiano, que publica un trabajo sobre la Biblioteca Capitular de Verona, cuyos códices identificó en 1713. En 1726 publicó su Storia diplomática che serve d´introduzione all`arte critica, donde se ocupa de los documentos con fuertes observaciones sobre la escritura. Para Maffei existe únicamente una clase de escritura, la romana y se manifiesta en tres formas distintas: mayúscula, minúscula y cursiva. Este autor prepara el camino de la paleografía moderna haciendo derivar de la escritura romana la escritura medieval.
En 1765 se abre una cátedra de paleografía en la Universidad de Bolonia y en 1777 se abre la cátedra en la Universidad de Nápoles, la cual se extendió hasta el Gran Archivo Napolitano.
En Francia para los años 1750-1765 René Prosper Tassin y Charles-François Toustain publicaron en París seis volúmenes con el título de Nouveau traitè de Diplomatique, aportando perspectivas nuevas a los estudios de paleografía y diplomática.

### Edad Contemporánea

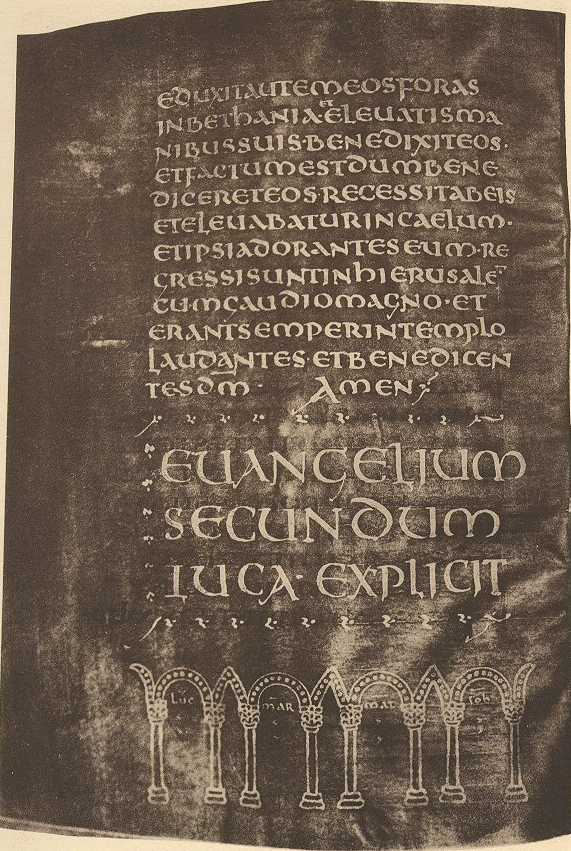
Página del Códice Brixianus, que contiene el evangelio de Lucas.

Comienza entonces el proceso de integrar nuestras disciplinas en el pensum academicum universitario, inicialmente en la facultad de derecho. Johann Christoph Gotterer, docente en Gotinga, reunió un rico material y creó el primer seminario de paleografía, unido a la cátedra de diplomática.
En 1801 Karl T. C. Schönemann publicó Versuch eines Vollständigen Systemes der allgemeinem, besonders älteren Diplomatik, en la que estudia con claridad el desarrollo de la escritura latina, distinguiendo la Mayúscula de la Minúscula dividiéndola en capital y uncial y la segunda en recta y cursiva. Y comienza también el proceso de separación del objeto de estudio de la paleografía y la diplomática.
En 1821 abre en Francia la École de Chartes donde se continúan los estudios paleográficos y diplomáticos de Mabillon.

## División de la paleografía

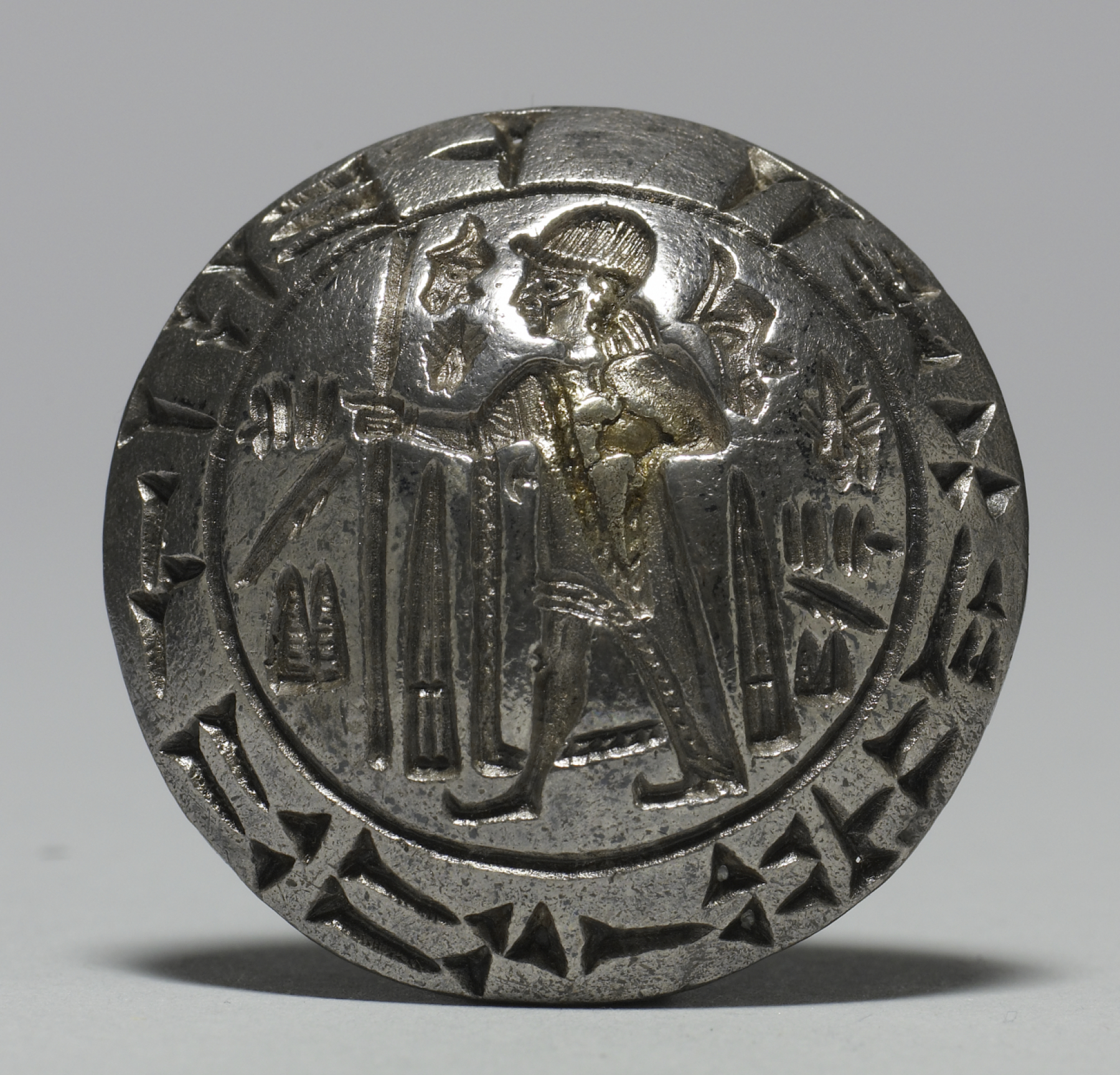
La paleografía epigráfica se encarga de descifrar inscripciones en cualquier soporte duradero que no sea papel.

La paleografía se puede dividir en las siguientes disciplinas:
- paleografía general, que se ocupa de toda clase de manuscritos, papiros o códices antiguos. A su vez puede subdividirse en:
  - vulgar o común, que sólo trata de leer y descifrar los escritos.
  - crítica, que estudia la autenticidad y fecha del escrito atendiendo únicamente a sus elementos gráficos.
- paleografía especializada, que se limita a los escritos y demás monumentos literarios que son propios de otras ciencias estrechamente relacionadas con la paleografía. Se subdivide en:

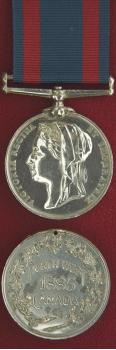
La paleografía numismática se encarga de descifrar transcripciones en medallas y monedas.

- - paleografía epigráfica: que estudia las inscripciones sobre cualquier tipo de soporte duradero (piedra, metal, etc.)
  - paleografía bibliográfica: que estudia las mismas en libros de referencia
  - paleografía diplomática: cuyo objeto son los caracteres gráficos y/o alfabéticos de los documentos
  - paleografía numismática: que estudia las inscripciones sobre monedas y medallas.

## El paleógrafo
El paleógrafo debe dominar bien la lengua de los textos y sus particularidades gráficas, o sea, los estilos, las abreviaturas y los anagramas, ligogramas y nexogramas, entre otras. Dichos conocimientos son esenciales para que el paleógrafo pueda descifrar el texto antiguo, así como asignarle una fecha y un lugar de origen.
El paleógrafo es como un detective de lo antiguo, un arqueólogo de las letras y los textos, que con su trabajo ayuda a descifrar muchas incógnitas del pasado histórico de la humanidad, aunque siempre bajo la limitación de lo estrictamente escrito, es decir, que puede descifrar lo que un texto antiguo dice, pero nunca —solo por el simple acto del desciframiento— acreditar como verídico o real lo que se dice en el mismo, tarea esta que finalmente quedará relegada a la disciplina arqueológica, quien finalmente se encargará de confirmar, o refutar, los datos revelados por el trabajo del paleógrafo.

## Nuevas perspectivas sobre la paleografía hispanoamericana
La paleografía hispanoamericana, es una disciplina que se centra en el estudio de la escritura del mundo antiguo en, la documentación digital es una innovación que ha permitido renovar las técnicas de estudio en las últimas décadas, aquí el avance en estudios. Por lo que gracias a la documentación digital, nos invita a entender y estudiar nuevos formatos o contextos.
Cabe destacar que la paleografía hispanoamericana carece de documentos medievales que sean anteriores al descubrimiento de América entonces es uno de los grandes aspectos o desafíos a estudiar de cara al futuro. Por ello, el estudio se ha produndizado más en la escritura que comprende entre los siglos XVI al XVIII, que es mayormente conocida como Negorafía, que presenta sus propias características y complejidades.
El estudio de la Neografía se centra en estudio como:
Bastardilla o itálica: escritura  cursiva de gran importancia en América y España durante los siglos XVI y XVIII.
Cortesana: guarda relación con documentos que salieron de  o Consejos, destaca al ser estrecha y con pocas abreviaturas.
Procesal: se utilizaba en documentos judiciales y asuntos públicos , tiene un carácter bastante corrupto ya que cuenta con demasiados nexos y abreviaturas.
Procesal encadenada: es una rama de la procesal, destaca la escritura de línea entera (no se levanta la pluma) y el uso de abreviaturas.
Para entender estas escrituras se han establecido una serie de normas de  para mantener una especie de fidelidad al texto original, ya que se interpretrar los documentos de una manera correcta. Entre las normas se tocan temas como:
Ortografía: se utiliza para ver la conservación del valor fonético de las letras, uso de mayúsculas y minúsculas, y manejo de contracciones.
Puntuación: se utiliza los signos puntuación actuales solo para entender el texto.
Separación de palabras y frases: se respeta el espacio original.
La paleografía hispanoamericana desempeña un papel fundamental en la investigación histórica, la archivística y otras disciplinas afines. Su estudio permite contextualizar y descifrar documentos ilegibles para los lectores, descubrir si el documento es auténtico o analizar distintos puntos de la historia de América Latina: sociedad, política, economía y cultura.